# مردمك ده (كوركا)
مردمك ده (بالفارسية: مردمک ده) هي قرية تقع في إيران في قسم كورکا الريفي. يقدر عدد سكانها بـ 265 نسمة بحسب إحصاء 2016.